# 1269 Rollandia
Rollandia (asteróide 1269) é um asteróide da cintura principal com um diâmetro de 105,19 quilómetros, a 3,5143993 UA. Possui uma excentricidade de 0,0982569 e um período orbital de 2 810,25 dias (7,7 anos).
Rollandia tem uma velocidade orbital média de 15,08719891 km/s e uma inclinação de 2,75773º.
Esse asteróide foi descoberto em 20 de Setembro de 1930 por Grigory Neujmin.